# Metalodèvite
La metalodèvite (simbolo IMA: Mldv) è un raro minerale del gruppo della meta-autunite appartenente alla famiglia dei "fosfati, arseniati e vanadati" con composizione chimica Zn(UO2)2(AsO4)2 • 10(H2O).

## Etimologia e storia
La metalodèvite è stata chiamata così da Henri Agrinier, Francis Chantret, Jacques Geffroy, Bernard Hery, Bernard Bachet e Helene Vachey nel 1972 per la sua località tipo, Lodève (dipartimento di Hérault, in Francia); il prefisso meta indica la sua associazione con il gruppo della meta-autunite.
Inizialmente il minerale era stato denominato includendo un trattino (meta-lodèvite), con o senza il segno diacritico. In seguito alla decisione di mantenere l'ortografia originale per quei minerali che richiamano una località o un nome proprio, il nome ha preso l'accento grave nel 2008.

## Classificazione
Nella Classificazione Nickel-Strunz la metalodèvite è classificata nella classe "8. Fosfati, arseniati, vanadati" e da lì nella sottoclasse "8.E Fosfati e arseniati di uranile"; questa è suddivisa in base al rapporto di quantità tra il complesso uranile (UO2) e il complesso fosfato, arseniato o vanadato (RO4) in modo che il minerale sia elencato nella sezione "8.EB UO2:RO4 = 1:1" dove è elencata nel sistema nº 8.EB.10 insieme a bassetite, lehnerite, meta-autunite, metaheinrichite, metakahlerite, metakirchheimerite, metanatroautunite, metanováčekite, metasaléeite, metatorbernite, metauramphite, metauranocircite-I, metauranocircite-II, metauranospinite, metazeunerite e przhevalskite.
Tale classificazione resta invariata anche nell'edizione successiva, proseguita dal database "mindat.org" e chiamata Classificazione Strunz-mindat, nella quale il minerale è in compagnia di šreinite e asselbornite.
Nella Sistematica dei lapis (Lapis-Systematik) di Stefan Weiß la metalodèvite è classificata nella famiglia dei "fosfati, arseniati e vanadati" e da lì nella sottofamiglia dei "fosfati/arseniati di uranile e vanadati di uranile con [UO2]2+ - [PO4]/[AsO4]3- e [UO2]2+ - [V2O8]6-, nonché vanadati isotipici (serie della sincosite)", dove forma il sistema VII/E.02.
Nella classificazione dei minerali secondo Dana, usata principalmente nel mondo anglosassone, la metalodèvite è elencata nella classe dei "fosfati idrati, ecc." e da lì nella sottoclasse "fosfati idrati, ecc. con A2+(B2+)2(XO4) • x(H2O), contenente (UO2)2+".

## Abito cristallino
La metalodèvite cristallizza nel sistema tetragonale nel gruppo spaziale P42/m (gruppo nº 84) oppure P41/m con i parametri di reticolo a = 7,16 Å e c = 17,20 Å e con 2 unità di formula per cella unitaria.

## Proprietà
La metalodèvite è radioattiva a causa del suo contenuto di uranio di circa il 44,77%. Tenendo conto delle proporzioni degli elementi radioattivi nella formula molecolare idealizzata e dei successivi decadimenti della serie di decadimento naturale, per il minerale viene data un'attività specifica di circa 80,13 kBq/g (per confronto, il potassio naturale ha un'attività specifica pari a 0,0312 kBq/g). Il valore indicato può variare in modo significativo a seconda del contenuto di minerali e della composizione degli stadi, ed è anche possibile l'arricchimento selettivo o l'arricchimento dei prodotti di decadimento radioattivo e modifica l'attività.
Il minerale è solubile in acido cloridrico (HCl) e acido nitrico (HNO3) freddi; possiede fluorescenza debole di colore giallo verde sotto la luce ultravioletta sia a onde corte, che a onde lunghe.
La sua durezza Mohs è tra i valori 2 e 3.

## Origine e giacitura
La metalodèvite si trova associata a sfalerite, coffinite, uraninite, arsenopirite (deposito di Riviéral, Lodève, Francia), mentre si ha associazione con adamite, legrandite, köttigite, scorodite e farmacosiderite nei ritrovamenti pressi di Sterling Hill (Ogdensburg nel New Jersey, Stati Uniti).
Altri siti noti per la metalodèvite si trovano a Příbram e a Jáchymov (Repubblica Ceca), a Valgoglio (provincia di Bergamo, Italia) e Lanner (in Cornovaglia, Gran Bretagna).

## Forma in cui si presenta in natura
La metalodèvite forma cristalli tabulari traslucidi o aggregati cristallini con dimensioni fino a 0,5 mm di lunghezza e 10 mm di spessore. Questi aggregati solitamente rivestono cavità e fessure della ganga di quarzo-sfalerite e delle rocce circostanti. I cristalli di metalodèvite sono molto fragili, di colore da giallo a giallo scuro, localmente giallo pallido e hanno una lucentezza cerosa o perlacea. La maggior parte dei cristalli sono geminati più volte e formano aggregati a rosetta.